# Panicum hirticaule
Panicum hirticaule är en gräsart som beskrevs av Jan Svatopluk Presl. Panicum hirticaule ingår i släktet vipphirser, och familjen gräs. Inga underarter finns listade i Catalogue of Life.